# World Misanthropy
World Misanthropy un video-album del gruppo musicale symphonic black metal norvegese Dimmu Borgir, pubblicato nel 2002 dalla Nuclear Blast Records. Contemporaneamente è stato reso disponibile (nell'edizione limitata o tramite mail-order) un EP di 6 tracce avente lo stesso titolo.

## Tracce

### DVD 1
1. Blessings Upon the Throne of Tyranny (Wacken, 2001) – 5:22
2. The Blazing Monoliths of Defiance (Stoccarda, 2001) – 4:44
3. IndoctriNation (Wacken, 2001) – 6:10
4. The Insight and the Catharsis (Stuttgart, 2001) – 7:08
5. Puritania (Wacken 2001) – 3:06
6. Tormentor of Christian Souls (Stuttgart, 2001) – 5:30
7. Kings of the Carnival Creation (Wacken, 2001) – 7:57
8. The Maelstrom Mephisto (Stuttgart, 2001) – 4:45
9. Backstage Footage And Home Videos

### DVD 2
1. Stormblast (Cracovia, 1998) – 4:34
2. Entrance (Cracovia, 1998) – 4:17
3. Hunnerkongens Sorgsvarte Ferd Over Steppene (Cracovia, 1998) – 2:57
4. Alt Lys Er Svunnet Hen (1995) – 4:38
5. Spellbound (By the Devil) (1997) – 4:05
6. Arcane Lifeforce Mysteria (1999) – 6:58
7. Puritania (2001) – 3:06
8. Photogalleries

### CD Bonus
1. Masses for the New Messiah – 5:11
2. Devil's Path (Versione ri-registrata) – 6:05
3. Blessings upon the Throne of Tyranny (Wacken, 2001) – 5:22
4. Kings of the Carnival Creation (Wacken, 2001) – 7:57
5. Puritania (Wacken 2001) – 3:06
6. IndoctriNation (Wacken 2001) – 6:10

## Formazione
- Shagrath - voce
- Erkekjetter Silenoz - chitarra
- Galder - chitarra
- ICS Vortex - basso
- Mustis - tastiera e sintetizzatore
- Nicholas Barker - batteria